# Virgolândia
Virgolândia este un oraș în Minas Gerais (MG), Brazilia.